# Noční můra v Elm Street 3: Bojovníci ze sna
Noční můra v Elm Street 3: Bojovníci ze sna je třetí pokračování kultovní hororové série filmů s názvem Noční můra v Elm Street.

## Děj
Kristen Parkerová začne mít noční můry, ve snu se ocitá v kotelně, kde najde křičící holčičku, kterou se snaží vzít sebou do reálného světa, jenže po probuzení zjistí, že z holčičky zbyla jen kostra. Kristen skončí v psychiatrické léčebně ve Westin Hills, kam akorát přichází nový zaměstnanec Nancy Thompsonová, která zjistí, že Kristen a ostatní pacienti jsou poslední z Elm Streetských dětí a důvod jejich hospitalizace je jediný - Freddy Krueger se vrátil a začíná všem způsobovat noční můry.

## Hrají
- Robert Englund (Freddy Krueger)
- Craig Wasson (Neil Gordon)
- Patricia Arquette (Kristen Parkerová)
- Ken Sagoes (Kincaid)
- Rodney Eastman (Joey)
- Jennifer Rubin (Taryn)
- Bradley Gregg (Phillip)
- Ira Heiden (Will)
- Laurence Fishburne (Max)
- Penelope Sudrow (Jennifer)
- John Saxon (Lt. Thompson)
- Priscilla Pointer (Dr. Elizabeth Simmsová)
- Clayton Landey (Lorenzo)
- Zsa Zsa Gabor (sama sebe)

## Zajímavosti
V české verzi tohoto filmu, kterou si lze stáhnout na internetu, je změněna píseň, která hraje při závěrečných titulcích.
Místo skladby Dream Warriors od kapely Dokken se v této verzi nachází píseň Ghost Love od skupiny Nightwish.

## Další filmy v sérii
- Noční můra v Elm Street 4: Vládce snu (1988)
- Noční můra v Elm Street 5: Dítě snu (1989)
- Freddyho smrt – Poslední noční můra (1991)
- Nová noční můra (1994)